# Hugo Dellien
Hugo Ernesto Dellien Velasco (Trinidad, 16 de junio de 1993) es un tenista profesional boliviano. Considerado como el tenista boliviano más exitoso de las últimas décadas,logró alcanzar el puesto #2 del Ranking Junior ITF antes de pasar al profesionalismo.

## Carrera
Hugo Dellien nació el 16 de junio de 1993 en la ciudad boliviana de Trinidad, en el departamento del Beni. Es hijo de Hugo Dellien Bause y de Silvana Velasco Bacigalupo, y su hermano menor, Murkel Dellien, también es tenista. Comenzó sus estudios escolares en 1999, saliendo bachiller el año 2011. 
Su mejor ranking individual es el N.º 72 alcanzado el 13 de enero de 2020, mientras que en dobles logró la posición 185 el 2 de febrero de 2015.
En su carrera le ha ganado a jugadores Top 100 como: Alejandro González (2014), Guido Andreozzi (más de una vez), Juan Ignacio Londero, Leonardo Mayer, Gilles Simón, Andrea Seppi, Prajnesh Gunneswaran, Soonwoo Kwon, Yoshihito Nishioka (2019), Jaume Munar, Aljaz Bedene, Adrian Mannarino (más de una vez), Jiri Vesely, Facundo Bagnis, Federico Coria (2021) y Alejandro Tabilo (2022).
No ha logrado hasta el momento ningún título de la categoría ATP World Tour pero cuenta con seis ATP Challenger Tour. Ha ganado varios títulos futures tanto en individuales como en dobles. Hasta 2019 solo le había ganado a un jugador top 100: González (2014).
En el Torneo de Río de Janeiro 2019, Dellien derrotó a Carlos Berlocq, Guido Andreozzi y Roberto Carballés para alcanzar los cuartos de final, pero cayó en 3 sets ante Aljaz Bedene.
En el Masters de Madrid 2019, venció a Leonardo Mayer, Guido Andreozzi y Gilles Simon (entonces número 29 del mundo), tras lo cual perdió en segunda ronda ante Kei Nishikori por doble 7-5.
En el Masters de Roma 2021 triunfó ante Jaume Munar, Aljaz Bedene y Adrian Mannarino, pero fue derrotado por Alexander Zverev en segunda ronda.
En el Challenger de Montevideo 2021 ganó ante Facundo Bagnis, Federico Coria y Juan Ignacio Lóndero para obtener su séptimo título ATP Challenger.

### Copa Davis
Desde el año 2010 es participante del Equipo de Copa Davis de Bolivia. Tiene en esta competición un récord total de partidos ganados/perdidos de 32/12 (25/8 en individuales y 7/4 en dobles).

## Vida personal
Su hermano menor, Murkel Dellien, también es tenista profesional y jugó en la Universidad Estatal de Wichita. Su padre, Hugo Eduardo Dellien, representó al Departamento del Beni como miembro suplente de la Cámara de Diputados por la alianza Poder Democrático Social de 2006 a 2010.
Dellien era dueño de una heladería junto con su padre, Hugo Sr., que adquirió con parte de sus ganancias iniciales.
Dellien está casado con la tenista retirada Liz Camila Giangreco Campiz; la pareja tiene una hija.

## Títulos Challenger
| Torneo              | Individuales | Dobles |
| ------------------- | ------------ | ------ |
| ATP Challenger Tour | 14           | 2      |

### Individuales
| Nº  | Fecha      | Torneo     | Superficie    | Rival en la final      | Resultado           |
| --- | ---------- | ---------- | ------------- | ---------------------- | ------------------- |
| 1.  | 22.04.2018 | Sarasota   | Tierra batida | Facundo Bagnis         | 6-2, 4-6, 2-6       |
| 2.  | 06.05.2018 | Savannah   | Tierra batida | Christian Harrison     | 6-1, 1-6, 6-4       |
| 3.  | 03.06.2018 | Vicenza    | Tierra batida | Matteo Donati          | 6-4, 5-7, 6-4       |
| 4.  | 10.03.2019 | Santiago   | Tierra batida | Wu Tung-Lin            | 5-7, 7-6, 6-1       |
| 5.  | 30.06.2019 | Milán      | Tierra batida | Danilo Petrovic        | 7-5, 6-4            |
| 6.  | 03.10.2021 | Lima       | Tierra batida | Camilo Ugo Carabelli   | 6-3, 7-5            |
| 7.  | 14.11.2021 | Montevideo | Tierra batida | Juan Ignacio Lóndero   | 6-0, 6-1            |
| 8.  | 13.03.2022 | Santiago   | Tierra batida | Alejandro Tabilo       | 6-3, 4-6, 6-4       |
| 9.  | 12.03.2023 | Santiago   | Tierra batida | Thiago Seyboth Wild    | 3-6, 6-3, 6-3       |
| 10. | 29.10.2023 | Curitiba   | Tierra batida | Oliver Crawford        | 7-6(6), 4-6, 7-6(1) |
| 11. | 04.07.2024 | Liberec    | Tierra batida | Elmer Møller           | 5-7, 6-4, 6-1       |
| 12. | 14.07.2024 | Iasi       | Tierra batida | Javier Barranco Cosano | 6-1, 6-1            |
| 13. | 11.08.2024 | Bonn       | Tierra batida | Maximilian Marterer    | 7-6(2), 6-0         |
| 14. | 07.06.2025 | Prostějov  | Tierra batida | Tseng Chun-hsin        | 6-3, 6-4            |

### Dobles
| Nº  | Fecha      | Torneo   | Superficie | Pareja               | Rivales en la final               | Resultado |
| --- | ---------- | -------- | ---------- | -------------------- | --------------------------------- | --------- |
| 1.  | 25.10.2014 | Córdoba  | Arcilla    | Juan Ignacio Londero | Marcelo Demoliner Nicolás Jarry   | 6-3, 7-5  |
| 16. | 06.10.2018 | Campinas | Tierra     | Guillermo Durán      | Franco Agamenone Fernando Romboli | 7-5, 6-4  |